# Accursio Miraglia

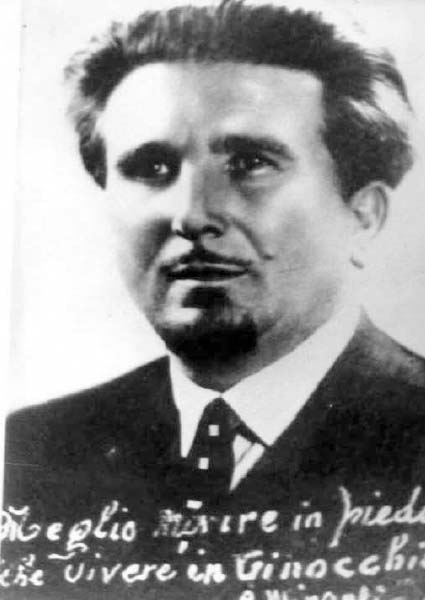
Accursio Miraglia

Accursio Miraglia (Sciacca, 2 gennaio 1896 – Sciacca, 4 gennaio 1947) è stato un sindacalista italiano, presidente della Camera del lavoro di Sciacca, ucciso da Cosa nostra.

## Biografia

### Gioventù
Nacque da Nicolò e Maria Rosa Venturini, figlia naturale della duchessa Tagliavia. Suo padre, impiegato all'esattoria, morì quando i cinque figli erano ancora in tenera età. La madre portò avanti la famiglia a forza di sacrifici e aprì una bottega di generi alimentari in via Vittorio Emanuele. Essa con la sua forte personalità riuscì a far studiare la figlia maggiore, Brigida, ad Agrigento, presso la scuola normale di San Francesco dove ottenne il diploma d'insegnante nel 1909. Anche gli altri figli studiarono: «Peppino conseguì la licenza tecnica presso la scuola “Mariano Rossi”, Calogero ottenne il diploma di ragioniere, Eloisa frequentò la scuola magistrale dove prese il diploma di maestra.”
Accursio, invece, frequentò la scuola tecnica “Mariano Rossi” di Sciacca e, in seguito, l'Istituto Tecnico Commerciale di Agrigento. Diplomatosi con il massimo dei voti, poco più che ventenne iniziò a lavorare al Credito Italiano di Catania. Dopo un anno venne trasferito, come capo ufficio, a Milano dove conobbe parecchie personalità politiche ed uomini di cultura. Qui, rimase incantato dal pensiero di Bakunin così tanto che si iscrisse al gruppo anarchico di Porta Ticinese e con loro iniziò la sua attività politico-sociale unendosi con la classe operaia che lottava per una vita più dignitosa nelle fabbriche.

### L'attività sociale

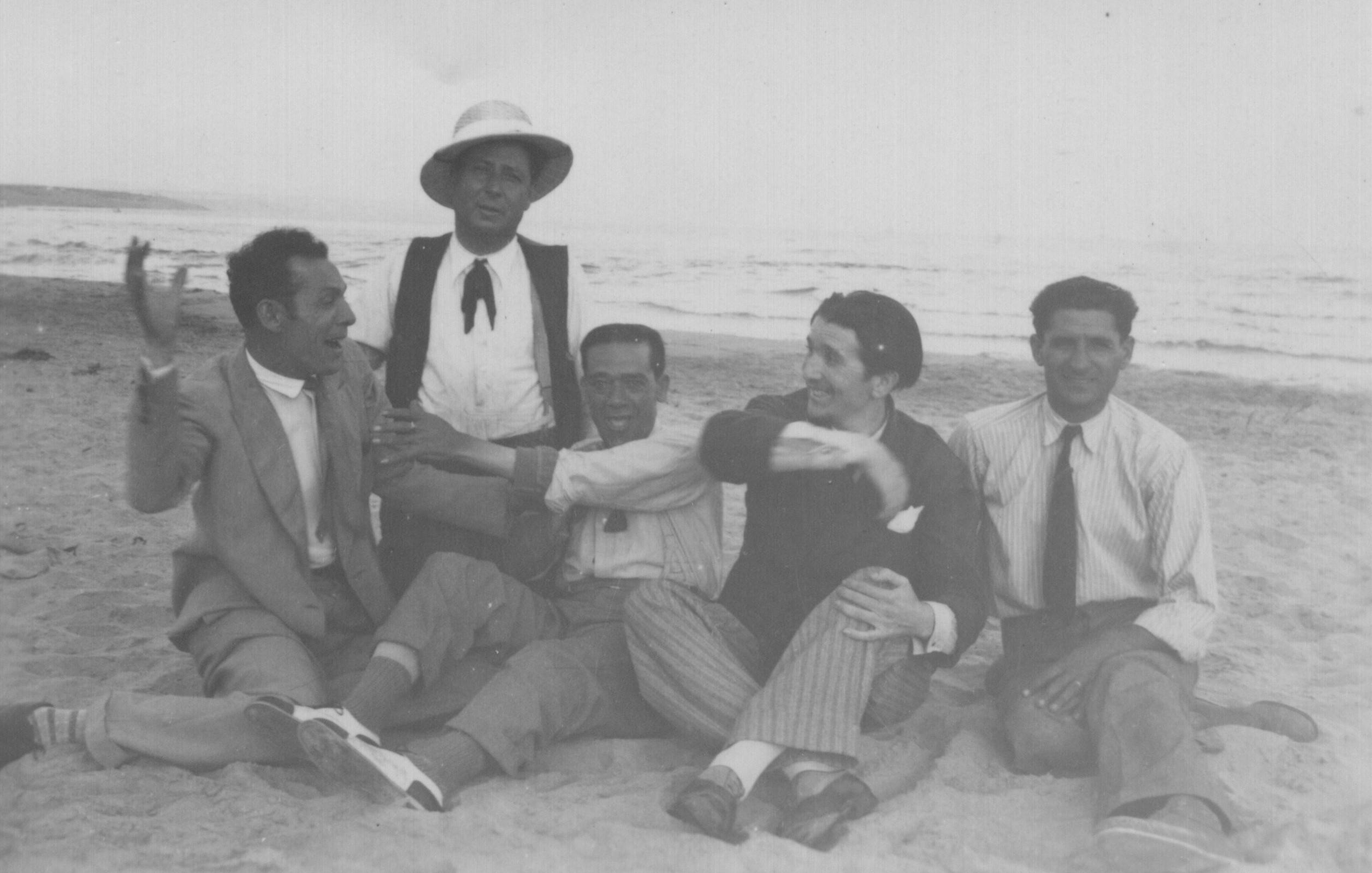
Accursio Miraglia al Lido di Sciacca

Fu licenziato dalla banca per “contrasti di natura politica”. I dirigenti mal sopportavano l'attività di Miraglia per il sociale, le lotte a fianco degli operai e la continua ricerca di giustizia ed uguaglianza. Rientrò a Sciacca e iniziò la sua vita professionale nel suo paese. Realizzò una propria industria ittico-conserviera. E in seguito, fu anche rappresentante e commerciante di ferro e metalli al porto. Ebbe così l'occasione di aiutare, durante la seconda guerra mondiale, molti artigiani che necessitavano di queste materie prime (di cui era vietata la vendita) per svolgere il proprio lavoro.
Era un uomo molto impegnato nel lavoro, ma riusciva a trovare il tempo anche per lo studio e l'attività sociale. Vere e proprie passioni furono quelle di dipingere, scrivere e suonare il violino. Sono molto note a Sciacca le collettive di pittura con Benso, Cusumano, Curreri, Di Giovanna e Sorrentino. Per quanto riguarda la poesia, questa occupò un grande spazio in Miraglia scambiando le sue emozioni col fraterno amico e poeta Vincenzo Licata, al quale fece e donò il suo ritratto. Venne nominato amministratore del Teatro Rossi di Sciacca. Era sempre a contatto con la gente, vicino ai loro problemi. Spesso diceva: “per la ripresa della nostra vita operativa è indispensabile rivolgersi alla terra e al mare, creature come l'uomo, di Dio”.
Ma proprio in quel periodo la terra era in mano ai gabellotti mafiosi, mentre il mare era pericoloso da attraversare, date le spesso fatiscenti condizioni delle imbarcazioni. Un altro beneficio che portò alla gente disagiata di Sciacca fu quello di aiutare padre Michele Arena nella restaurazione a proprie spese di una parte dell'orfanotrofio. Si adoperò con ogni mezzo per aiutare le orfanelle del Boccone del Povero e portava loro, settimanalmente, carretti colmi di generi di prima necessità.

### L'ingresso in politica
In politica, Miraglia fu un forte sostenitore del Comitato di Liberazione di Sciacca assieme ad un grande uomo saccense, il futuro senatore della Repubblica Pippo Molinari, creando con lui i comitati d'intesa democratica. È in questo periodo che Miraglia cominciava a diventare parte attiva della vita politica sia provinciale che locale, infatti partecipò alla costruzione del Pci e ne fu dirigente.
Egli riuscì a creare e a dirigere la prima Camera del Lavoro siciliana, nata appunto a Sciacca. Organizzata in modo da poter esprimere al massimo lo spirito comunitario e i diritti dei lavoratori, la Camera del Lavoro saccense fu un esempio, così come lo era stato il Comitato Antifascista di Sambuca di Sicilia, per i nascenti sindacati e sindacalisti che avranno un futuro pieno di lacrime e ingiustizie. Uomini come Miraglia e Domenico Cuffaro (presidente del Comitato Antifascista di Sambuca e futuro dirigente della Camera del Lavoro saccense) crearono i presupposti del risveglio del popolo siciliano, le loro lotte ebbero eco in tutta la provincia se non oltre.

### La Madre Terra

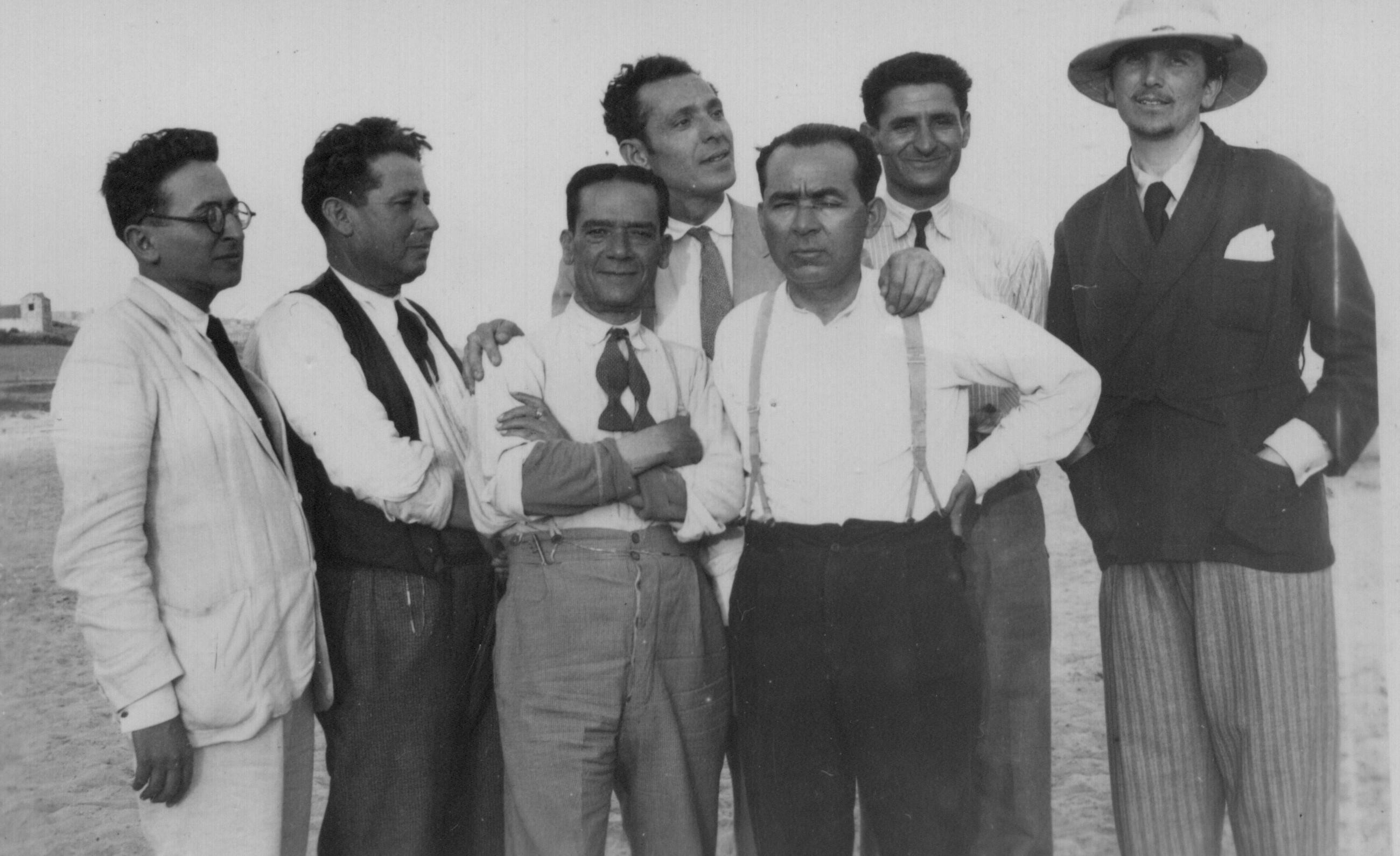
Accursio Miraglia con gli amici a Sciacca

Una delle iniziative (forse la più importante e duratura in quanto proprio nel 2004 se ne è festeggiato il sessantesimo anniversario) più voluta da Accursio Miraglia fu la fondazione della cooperativa “La Madre Terra”. Nacque il 5 novembre 1944 ed oggi è una grande realtà che conta circa mille soci con una superficie di duemila ettari coltivata a ulivi e più di 200 000 piante ricadenti nel territorio di Sciacca.
Grazie alla cooperativa “La Madre Terra”, Miraglia divenne la voce dell'umile gente che chiedeva l'attuazione delle leggi Gullo-Segni che destinavano alle cooperative i terreni incolti appartenenti ai latifondi. Memorabile rimase agli occhi della gente la cavalcata che riuscì ad organizzare per le vie del paese di Sciacca. Più di diecimila persone da quasi tutta la provincia, chi a piedi, chi a cavallo, chi sui muli, chi in bicicletta.
L'ultimo incarico fu quello di presidente dell'ospedale di Sciacca e anche lì seppe agire lasciando il segno. I medici, le suore e gli infermieri, la sera del suo assassinio per mano della mafia il 4 gennaio 1947, ricambiarono l'affetto permettendo alle sue spoglie di rimanere intatte per quattro giorni in una bara aperta. Le veglie funebri furono due, una organizzata presso l'ospedale, l'altra presso la sede della Camera del lavoro. Tutta l'Italia diede l'estremo saluto ad un uomo che lottava con le parole, ad un uomo che con i suoi discorsi semplici riusciva a gratificare la gente a dare speranza e insegnare che la fratellanza e l'organizzazione erano fondamentali in quel periodo così difficile, diceva sempre: «Noi, organizzati, siamo un gruppo di fratelli. Se succede qualcosa, si ragiona».

### Le indagini
A coordinare le indagini sull'omicidio arrivò da Palermo l'ispettore generale di pubblica sicurezza Ettore Messana, che in soli nove giorni individuò ed arrestò i responsabili: Calogero Curreri (riconosciuto da alcuni testimoni sul luogo del delitto), il cavalier Enrico Rossi e il suo gabellotto Carmelo Di Stefano, noto mafioso di Favara; Messana trasmise gli atti dell’inchiesta alla Procura della Repubblica di Palermo, la quale ordinò l'immediata scarcerazione degli imputati per mancanza di prove. Durissime furono le reazioni del senatore comunista Giuseppe Montalbano e del segretario siciliano del Pci Girolamo Li Causi, i quali presentarono un'interrogazione parlamentare in cui accusarono l'ispettore Messana di aver condotto indagini frettolose e superficiali.
Le indagini passarono perciò al commissario Giuseppe Zingone e al vice-commissario Cataldo Tandoy (a sua volta ucciso dalla mafia nel 1960) della Squadra Mobile di Agrigento e al Maresciallo dei Carabinieri Gioacchino Gagliano, i quali fecero arrestare Bartolomeo Oliva, Pellegrino Marciante e Calogero Curreri come esecutori materiali dell'omicidio. Curreri e Marciante confessarono e rivelarono i nomi dei mandanti, che furono tutti arrestati: il cavalier Rossi, il dottor Gaetano Parlapiano Vella, il barone Francesco Pasciuta, tre dei più conosciuti possidenti terrieri di Sciacca e Ribera, e i mafiosi Carmelo Di Stefano e Francesco Segreto, ritenuti i capi delle cosche di Favara e Sciacca. 
Davanti al Procuratore di Palermo, Curreri e Marciante ritrattarono le loro confessioni, accusando le forze dell'ordine di averle estorte con violenze e sevizie: per questo motivo, tutti gli accusati furono prosciolti in istruttoria per insufficienza di prove e, di conseguenza, scarcerati mentre il commissario Zingone, il vice-commissario Tandoy, il maresciallo Gagliano ed altri agenti furono incriminati dalla Procura di Agrigento per torture e sevizie ma furono anche loro prosciolti "per non aver commesso il fatto".
L'omicidio di Accursio Miraglia è rimasto perciò impunito.

## Il monumento a Sciacca
Alla base del monumento dedicatogli dal popolo di Sciacca, fatta dal noto pittore e scultore saccense Filippo Prestia, vi è una scritta di Miraglia che richiama questo valore della fratellanza che tanti nella società odierna non considerano affatto in quanto non rappresenta più un ideale raggiungibile in una società dominata dall'individualismo. La frase, riportata in un lavoro del nipote di Miraglia, dice: «Io non impreco e non chiedo alcuna punizione. Io che ho tanto amato la vita, chiedo ad essa di vedere pentiti coloro che ci hanno fatto del male».
Ecco anche il suo ultimo importante monito che diede all'ultimo comizio che tenne a Sciacca: